# Pond's

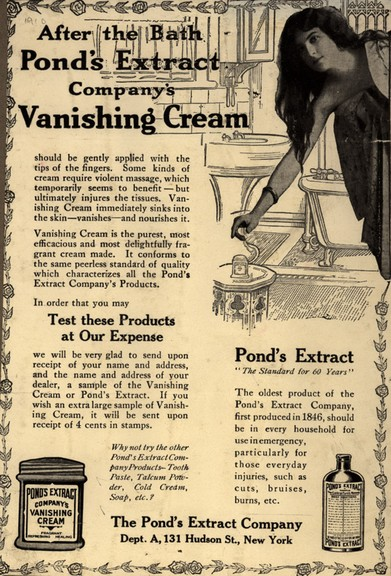
Quảng cáo in của Pond's cho kem tan, 1910

Pond's là một nhãn hiệu chuyên về sản phẩm chăm sóc sức khỏe và làm đẹp, hiện đang được công ty mẹ là công ty đa quốc gia Unilever sở hữu.

## Lịch sử
Kem Pond được dược sĩ Theron T. Pond (1800-1852) pha chế như biệt dược ở Utica, New York, Hoa Kỳ vào những năm 1846. Ông đã chiết xuất một loại trà chữa bệnh từ cây phỉ [Hamamelis spp.] mà ông đã khám phá ra rằng nó có thể chữa lành vết cắt nhỏ và các dạng vết thương nhẹ khác. Sản phẩm được đặt với tên là "Kho báu Vàng". Nhưng sau khi Theron qua đời, loại kem đã được gọi với tên "cao xoa của Pond."
Năm 1849, công ty T. T. Pond được thành lập v
à đi vào hoạt động với Pond là chủ sở hữu với các nhà đầu tư khác. Ngay sau đó, ông đã bán cổ phần công ty của mình đi do sức khoẻ suy yếu. Ông qua đời vào năm 1852. Năm 1914, công ty được thành lập dưới cái tên công ty cao xoa Pond. Công ty sau đó chuyển đến Connecticut và thành lập trung tâm sản xuất ở đó. Sau đó công ty tiếp tục chuyển văn phòng bán hàng đến thành phố New York. Năm 1886, Pond's bắt đầu quảng cáo trên toàn quốc. Họ quảng cáo dưới tên Pond's Healing cho đến cuối những năm 1910.
Bước vào thế kỷ 20, mảng kinh doanh quan trọng chính của công ty đã chuyển hướng sang bán sản phẩm mỹ phẩm. "kem tan Pond" và "kem lạnh Pond" được tạo ra, đánh dấu cửa ngõ của sản phẩm nhãn Pond vào ngành công nghiệp chăm sóc da mặt. Ngày nay, Pond's đã, đang và được bán trên khắp thế giới. Thị trường lớn nhất (cho tới thời điểm hiện tại) là Tây Ban Nha và châu Á, trong đó có bao gồm Ấn Độ, Philippines, Việt Nam, Nhật Bản và Thái Lan.